# Division Centrale de la LNH
En Amérique du Nord, la division Centrale, ou section Centrale, de la Ligue nationale de hockey a été formée en 1993 en tant que partie de l'Association de l'Ouest durant le réalignement opéré par la Ligue. Son prédécesseur était la division Norris. Elle est parfois abrégée CEN.

## Équipes actuelles
- Blackhawks de Chicago
- Avalanche du Colorado
- Stars de Dallas
- Wild du Minnesota
- Predators de Nashville
- Blues de Saint-Louis
- Mammoth de l'Utah (remplace les Coyotes de l'Arizona dès 2024)
- Jets de Winnipeg

## Évolution de la division

### 1993-1996
La division Centrale est formée en résultat du réalignement de la LNH et est formée par les Blackhawks de Chicago, les Red Wings de Détroit, les Blues de Saint-Louis et les Maple Leafs de Toronto provenant de la division Norris tandis que les Jets de Winnipeg proviennent de la division Smythe. Dans le même temps, les North Stars du Minnesota quittent leur ville pour rejoindre Dallas et deviennent les Stars de Dallas, nouvelle équipe dans la LNH et dans la division Centrale.

### 1996-1998
En 1996, les Jets de Winnipeg déménagent à Phoenix dans l'Arizona et prennent le nom de Coyotes de Phoenix tout en restant dans la même division.

### 1998-2000
Avec l'ajout dans la LNH d'une nouvelle franchise, les Predators de Nashville, les divisions sont chamboulées et deux nouvelles divisions sont créées. Les Stars de Dallas et les Coyotes de Phoenix rejoignent la division Pacifique tandis que les Maple Leafs de Toronto rejoignent la division Nord-Est. Enfin, les Predators rejoignent la division Centrale.
- Blackhawks de Chicago
- Red Wings de Détroit
- Predators de Nashville
- Blues de Saint-Louis

### 2000-2013
En 2000, les Blue Jackets de Columbus intègrent la LNH et la division Centrale.

### 2013-2020
En 2013, les Blue Jackets de Columbus et les Red Wings de Détroit quittent pour la division Métropolitaine et la division Atlantique respectivement. Les Jets de Winnipeg quittent la division Sud-Est, le Wild du Minnesota et l'Avalanche du Colorado quittent la division Nord-Ouest et les Stars de Dallas quittent la division Pacifique pour intégrer la division Centrale.
Les équipes sont donc les suivantes :
- Blackhawks de Chicago
- Avalanche du Colorado
- Stars de Dallas
- Wild du Minnesota
- Predators de Nashville
- Blues de Saint-Louis
- Jets de Winnipeg

### 2020-2021

Logo de la Section Centrale (ou Division Centrale), utilisé en 2021.

En raison des restrictions dues à la pandémie de Covid-19, la LNH s'est réalignée pour la saison 2020-2021 :
- L'Avalanche du Colorado, le Wild du Minnesota et les Blues de Saint-Louis partent pour la division Ouest.
- Les Jets de Winnipeg partent pour la division Nord.
- Les Hurricanes de la Caroline et Blue Jackets de Columbus arrivent de la division Métropolitaine
- Les Red Wings de Détroit, les Panthers de la Floride et le Lightning de Tampa Bay arrivent de la division Atlantique.

#### Équipes en lice
- Hurricanes de la Caroline
- Blackhawks de Chicago
- Blue Jackets de Columbus
- Stars de Dallas
- Red Wings de Détroit
- Panthers de la Floride
- Predators de Nashville
- Lightning de Tampa Bay

### 2021-2024
À la suite de l'arrivée du Kraken de Seattle en 2021, les Coyotes de l'Arizona quittent la division Pacifique pour intégrer la division Centrale.

#### Équipes en lice
- Coyotes de l'Arizona
- Blackhawks de Chicago
- Avalanche du Colorado
- Stars de Dallas
- Wild du Minnesota
- Predators de Nashville
- Blues de Saint-Louis
- Jets de Winnipeg

### 2024-2025
Mis en pause en 2024, les Coyotes de l'Arizona sont remplacés par le Club de hockey de l'Utah.

#### Équipes en lice
- Blackhawks de Chicago
- Avalanche du Colorado
- Stars de Dallas
- Wild du Minnesota
- Predators de Nashville
- Blues de Saint-Louis
- Club de hockey de l'Utah
- Jets de Winnipeg

### À partir de 2025
Le Club de hockey de l'Utah délaisse son appellation provisoire pour son nom définitif : le Mammoth de l'Utah.

#### Équipes en lice
- Blackhawks de Chicago
- Avalanche du Colorado
- Stars de Dallas
- Wild du Minnesota
- Predators de Nashville
- Blues de Saint-Louis
- Mammoth de l'Utah
- Jets de Winnipeg

## Champions de division
La liste ci-dessous reprend les équipes championnes de division, au sens champion de la division à l'issue de la saison régulière.
Légende :
- Vainqueur de la Coupe Stanley
- Finaliste de la Coupe Stanley

| Saison  | Franchise                            | Bilan                                | Pts                                  | Résultats en playoffs |
| ------- | ------------------------------------ | ------------------------------------ | ------------------------------------ | --- |
| 1993-94 | Red Wings de Détroit                 | 46-30-8                              | 100                                  | Défaite - Quarts de finale de conférence Ouest (Sharks) 4-3 |
| 1994-95 | Red Wings de Détroit                 | 33-11-4                              | 70                                   | Victoire - Quarts de finale de conférence Ouest (Stars) 4-1 Victoire - Demi-finale de conférence Ouest (Sharks) 4-0 Victoire - Finale de conférence Ouest (Blackhawks) 4-1 Défaite - Coupe Stanley (Devils) 4-0         |
| 1995-96 | Red Wings de Détroit                 | 62-13-7                              | 131                                  | Victoire - Quarts de finale de conférence Ouest (Jets) 4-2 Victoire - Demi-finale de conférence Ouest (Blues) 4-3 Défaite - Finale de conférence Ouest (Avalanche) 4-2                                                  |
| 1996-97 | Stars de Dallas                      | 48-26-8                              | 104                                  | Défaite - Quarts de finale de conférence Ouest (Oilers) 4-3 |
| 1997-98 | Stars de Dallas                      | 49-22-11                             | 109                                  | Victoire - Quarts de finale de conférence Ouest (Sharks) 4-2 Victoire - Demi-finale de conférence Ouest (Oilers) 4-1 Défaite - Finale de conférence Ouest (Red Wings) 4-2                                               |
| 1998-99 | Red Wings de Détroit                 | 43-32-7                              | 93                                   | Victoire - Quarts de finale de conférence Ouest (Mighty Ducks) 4-0 Défaite - Demi-finale de conférence Ouest (Avalanche) 4-2                                                                                            |
| 1999-00 | Blues de Saint-Louis                 | 51-19-11-1                           | 114                                  | Défaite - Quarts de finale de conférence Ouest (Sharks) 4-3 |
| 2000-01 | Red Wings de Détroit                 | 49-20-9-4                            | 111                                  | Défaite - Quarts de finale de conférence Ouest (Kings) 4-2 |
| 2001-02 | Red Wings de Détroit                 | 51-17-10-4                           | 116                                  | Victoire - Quarts de finale de conférence Ouest (Canucks) 4-2 Victoire - Demi-finale de conférence Ouest (Blues) 4-1 Victoire - Finale de conférence Ouest (Avalanche) 4-3 Victoire - Coupe Stanley (Hurricanes) 4-1    |
| 2002-03 | Red Wings de Détroit                 | 48-20-10-4                           | 110                                  | Défaite - Quarts de finale de conférence Ouest (Mighty Ducks) 4-0 |
| 2003-04 | Red Wings de Détroit                 | 48-21-11-2                           | 109                                  | Victoire - Quarts de finale de conférence Ouest (Predators) 4-2 Défaite - Demi-finale de conférence Ouest (Flames) 4-2                                                                                                  |
| 2004-05 | Saison annulée en raison du lock-out | Saison annulée en raison du lock-out | Saison annulée en raison du lock-out | Saison annulée en raison du lock-out |
| 2005-06 | Red Wings de Détroit                 | 58-16-8                              | 124                                  | Défaite - Quarts de finale de conférence Ouest (Oilers) 4-2 |
| 2006-07 | Red Wings de Détroit                 | 50-19-13                             | 113                                  | Victoire - Quarts de finale de conférence Ouest (Flames) 4-2 Victoire - Demi-finale de conférence Ouest (Sharks) 4-2 Défaite - Finale de conférence Ouest (Ducks) 4-2                                                   |
| 2007-08 | Red Wings de Détroit                 | 54-21-7                              | 115                                  | Victoire - Quarts de finale de conférence Ouest (Predators) 4-2 Victoire - Demi-finale de conférence Ouest (Avalanche) 4-0 Victoire - Finale de conférence Ouest (Stars) 4-2 Victoire - Coupe Stanley (Penguins) 4-2    |
| 2008-09 | Red Wings de Détroit                 | 51-21-10                             | 112                                  | Victoire - Quarts de finale de conférence Ouest (Blue Jackets) 4-0 Victoire - Demi-finale de conférence Ouest (Ducks) 4-3 Victoire - Finale de conférence Ouest (Blackhawks) 4-1 Défaite - Coupe Stanley (Penguins) 4-3 |
| 2009-10 | Blackhawks de Chicago                | 52-22-8                              | 112                                  | Victoire - Quarts de finale de conférence Ouest (Predators) 4-2 Victoire - Demi-finale de conférence Ouest (Canucks) 4-2 Victoire - Finale de conférence Ouest (Sharks) 4-0 Victoire - Coupe Stanley (Flyers) 4-2       |
| 2010-11 | Red Wings de Détroit                 | 47-25-10                             | 104                                  | Victoire - Quarts de finale de conférence Ouest (Coyotes) 4-0 Défaite - Demi-finale de conférence Ouest (Sharks) 4-3 |
| 2011-12 | Blues de Saint-Louis                 | 49-22-11                             | 109                                  | Victoire - Quarts de finale de conférence Ouest (Sharks) 4-1 Défaite - Demi-finale de conférence Ouest (Kings) 4-0 |
| 2012-13 | Blackhawks de Chicago                | 36-7-5                               | 77                                   | Victoire - Quarts de finale de conférence Ouest (Wild) 4-1 Victoire - Demi-finale de conférence Ouest (Red Wings) 4-3 Victoire - Finale de conférence Ouest (Kings) 4-1 Victoire - Coupe Stanley (Bruins) 4-2           |
| 2013-14 | Avalanche du Colorado                | 52-22-8                              | 112                                  | Défaite - Quarts de finale de conférence Ouest (Wild) 4-3 |
| 2014-15 | Blues de Saint-Louis                 | 51-24-7                              | 109                                  | Défaite - Quarts de finale de conférence Ouest (Wild) 4-2 |
| 2015-16 | Stars de Dallas                      | 50-23-9                              | 109                                  | Victoire - Quarts de finale de conférence Ouest (Wild) 4-2 Défaite - Demi-finale de conférence Ouest (Blues) 4-3 |
| 2016-17 | Blackhawks de Chicago                | 50-23-9                              | 109                                  | Défaite - Quarts de finale de conférence Ouest (Predators) 4-0 |
| 2017-18 | Predators de Nashville               | 53-18-11                             | 117                                  | Victoire - Quarts de finale de conférence Ouest (Avalanche) 4-2 Défaite - Demi-finale de conférence Ouest (Jets) 4-1 |
| 2018-19 | Predators de Nashville               | 47-29-6                              | 100                                  | Défaite - Quarts de finale de conférence Ouest (Stars) 4-2 |
| 2019-20 | Blues de Saint-Louis                 | 42-19-10                             | 94                                   | Défaite - Quarts de finale de conférence Ouest (Canucks) 4-2 |
| 2020-21 | Hurricanes de la Caroline            | 36-12-8                              | 80                                   | Victoire - 1er tour (Predators) 4-2 Défaite - 2e tour (Lightning) 4-1 |
| 2021-22 | Avalanche du Colorado                | 56-19-7                              | 119                                  | Victoire - Quarts de finale de conférence Ouest (Predators) 4-0 Victoire - Demi-finale de conférence Ouest (Blues) 4-2 Victoire - Finale de conférence Ouest (Oilers) 4-0 Victoire - Coupe Stanley (Lightning) 4-2      |
| 2022-23 | Avalanche du Colorado                | 51-24-7                              | 109                                  | Défaite - Quarts de finale de conférence Ouest (Kraken) 4-3 |

## Résultats saison par saison
- Vainqueur de la Coupe Stanley
- Finaliste de la Coupe Stanley
- Qualifié pour les séries éliminatoires
- (x) : Classement (seed) dans la conférence en fin de saison
- P : Vainqueur de la Coupe du Président

| Saison                   | Bilan des équipes                         | Bilan des équipes                      | Bilan des équipes                      | Bilan des équipes                       | Bilan des équipes                      | Bilan des équipes                        | Bilan des équipes                      | Bilan des équipes                      |
| ------------------------ | ----------------------------------------- | -------------------------------------- | -------------------------------------- | --------------------------------------- | -------------------------------------- | ---------------------------------------- | -------------------------------------- | -------------------------------------- |
| Saison                   | 1er                                       | 2e                                     | 3e                                     | 4e                                      | 5e                                     | 6e                                       | 7e                                     | 8e                                     |
| 1993-94                  | (1) Détroit (100)                         | (3) Toronto (98)                       | (4) Dallas (97)                        | (5) Saint-Louis (91)                    | (6) Chicago (87)                       | Winnipeg (57)                            |                                        |                                        |
| 1994-95                  | (1) Détroit P (70)                        | (3) Saint-Louis (61)                   | (4) Chicago (53)                       | (5) Toronto (50)                        | (8) Dallas (42)                        | Winnipeg (39)                            |                                        |                                        |
| 1995-96                  | (1) Détroit P (131)                       | (3) Chicago (94)                       | (4) Toronto (80)                       | (5) Saint-Louis (80)                    | (8) Winnipeg (78)                      | Dallas (66)                              |                                        |                                        |
| 1996-97                  | (2) Dallas (104)                          | (3) Détroit (94)                       | (5) Phoenix (83)                       | (6) Saint-Louis (83)                    | (8) Chicago (81)                       | Toronto (68)                             |                                        |                                        |
| 1997-98                  | (1) Dallas P (109)                        | (3) Détroit (103)                      | (4) Saint-Louis (98)                   | (6) Phoenix (82)                        | Chicago (73)                           | Toronto (69)                             |                                        |                                        |
| 1998-99                  | (3) Détroit (93)                          | (5) Saint-Louis (87)                   | Chicago (70)                           | Nashville (63)                          |                                        |                                          |                                        |                                        |
| 1999-00                  | (1) Saint-Louis P (114)                   | (4) Détroit (108)                      | Chicago (78)                           | Nashville (70)                          |                                        |                                          |                                        |                                        |
| 2000-01                  | (2) Détroit (111)                         | (4) Saint-Louis (103)                  | Nashville (80)                         | Chicago (71)                            | Columbus (71)                          |                                          |                                        |                                        |
| 2001-02                  | (1) Détroit P (116)                       | (4) Saint-Louis (98)                   | (5) Chicago (96)                       | Nashville (69)                          | Columbus (57)                          |                                          |                                        |                                        |
| 2002-03                  | (2) Détroit (110)                         | (5) Saint-Louis (99)                   | Chicago (79)                           | Nashville (74)                          | Columbus (69)                          |                                          |                                        |                                        |
| 2003-04                  | (1) Détroit P (109)                       | (7) Saint-Louis (91)                   | (8) Nashville (91)                     | Columbus (62)                           | Chicago (59)                           |                                          |                                        |                                        |
| 2004-05                  | Saison annulée en raison du lock-out      | Saison annulée en raison du lock-out   | Saison annulée en raison du lock-out   | Saison annulée en raison du lock-out    | Saison annulée en raison du lock-out   | Saison annulée en raison du lock-out     | Saison annulée en raison du lock-out   | Saison annulée en raison du lock-out   |
| 2005-06                  | (1) Détroit P (124)                       | (4) Nashville (106)                    | Columbus (74)                          | Chicago (65)                            | Saint-Louis (57)                       |                                          |                                        |                                        |
| 2006-07                  | (1) Détroit (113)                         | (4) Nashville (110)                    | Saint-Louis (81)                       | Columbus (73)                           | Chicago (71)                           |                                          |                                        |                                        |
| 2007-08                  | (1) Détroit P (115)                       | (8) Nashville (91)                     | Chicago (88)                           | Columbus (80)                           | Saint-Louis (79)                       |                                          |                                        |                                        |
| 2008-09                  | (2) Détroit (112)                         | (4) Chicago (104)                      | (6) Saint-Louis (92)                   | (7) Columbus (92)                       | Nashville (88)                         |                                          |                                        |                                        |
| 2009-10                  | (2) Chicago (112)                         | (5) Détroit (102)                      | (7) Nashville (100)                    | Saint-Louis (90)                        | Columbus (79)                          |                                          |                                        |                                        |
| 2010-11                  | (3) Détroit (104)                         | (5) Nashville (99)                     | (8) Chicago (97)                       | Saint-Louis (87)                        | Columbus (81)                          |                                          |                                        |                                        |
| 2011-12                  | (2) Saint-Louis (109)                     | (4) Nashville (104)                    | (5) Détroit (102)                      | (6) Chicago (101)                       | Columbus (65)                          |                                          |                                        |                                        |
| 2012-13                  | (1) Chicago P (77)                        | (4) Saint-Louis (60)                   | (7) Détroit (56)                       | Columbus (55)                           | Nashville (41)                         |                                          |                                        |                                        |
| Réalignement de la ligue |                                           |                                        |                                        |                                         |                                        |                                          |                                        |                                        |
| 2013-14                  | (1) Colorado (112)                        | (2) Saint-Louis (111)                  | (3) Chicago (107)                      | (WC1) Minnesota (98)                    | (WC2) Dallas (91)                      | Nashville (88)                           | Winnipeg (84)                          |                                        |
| 2014-15                  | (1) Saint-Louis (109)                     | (2) Nashville (104)                    | (3) Chicago (102)                      | (WC1) Minnesota (100)                   | (WC2) Winnipeg (99)                    | Dallas (92)                              | Colorado (90)                          |                                        |
| 2015-16                  | (1) Dallas (109)                          | (2) Saint-Louis (107)                  | (3) Chicago (103)                      | (WC1) Nashville (96)                    | (WC2) Minnesota (87)                   | Colorado (82)                            | Winnipeg (78)                          |                                        |
| 2016-17                  | (1) Chicago (109)                         | (2) Minnesota (106)                    | (3) Saint-Louis (99)                   | (WC2) Nashville (94)                    | Winnipeg (87)                          | Dallas (79)                              | Colorado (48)                          |                                        |
| 2017-18                  | (1) Nashville P (117)                     | (2) Winnipeg (114)                     | (3) Minnesota (101)                    | (WC2) Colorado (95)                     | Saint-Louis (94)                       | Dallas (92)                              | Chicago (76)                           |                                        |
| 2018-19                  | (1) Nashville (100)                       | (2) Winnipeg (99)                      | (3) Saint-Louis (99)                   | (WC1) Dallas (93)                       | (WC2) Colorado (90)                    | Chicago (84)                             | Minnesota (93)                         |                                        |
| 2019-20                  | (1) Saint-Louis (71 pj; 94 pts; .662 pct) | (2) Colorado (70 pj; 92 pts; .657 pct) | (4) Dallas (69 pj; 82 pts; .594 pct)   | (6) Nashville (69 pj; 78 pts; .565 pct) | (9) Winnipeg (71 pj; 80 pts; .563 pct) | (10) Minnesota (69 pj; 77 pts; .558 pct) | (12) Chicago (70 pj; 72 pts; .514 pct) |                                        |
| 2020-21                  | Réalignement temporaire pour la saison    | Réalignement temporaire pour la saison | Réalignement temporaire pour la saison | Réalignement temporaire pour la saison  | Réalignement temporaire pour la saison | Réalignement temporaire pour la saison   | Réalignement temporaire pour la saison | Réalignement temporaire pour la saison |
| 2020-21                  | Caroline (80)                             | Floride (79)                           | Tampa Bay (75)                         | Nashville (64)                          | Dallas (60)                            | Chicago (55)                             | Détroit (48)                           | Columbus (48)                          |
| 2021-22                  | (1) Colorado (119)                        | (2) Minnesota (113)                    | (3) Saint-Louis (109)                  | (WC1) Dallas (98)                       | (WC2) Nashville (97)                   | Winnipeg (89)                            | Chicago (68)                           | Arizona (57)                           |
| 2022-23                  | (1) Colorado (109)                        | (2) Dallas (108)                       | (3) Minnesota (103)                    | (WC2) Winnipeg (95)                     | Nashville (92)                         | Saint-Louis (81)                         | Arizona (70)                           | Chicago (59)                           |

## Vainqueurs de la Coupe Stanley
- 1997 - Red Wings de Détroit
- 1998 - Red Wings de Détroit
- 2002 - Red Wings de Détroit
- 2008 - Red Wings de Détroit
- 2010 - Blackhawks de Chicago
- 2013 - Blackhawks de Chicago
- 2015 - Blackhawks de Chicago
- 2019 - Blues de Saint-Louis
- 2021 - Lightning de Tampa Bay
- 2022 - Avalanche du Colorado

## Vainqueurs de la Coupe du Président
- 1995 - Red Wings de Détroit
- 1996 - Red Wings de Détroit
- 1998 - Stars de Dallas
- 2000 - Blues de Saint-Louis
- 2002 - Red Wings de Détroit
- 2004 - Red Wings de Détroit
- 2006 - Red Wings de Détroit
- 2008 - Red Wings de Détroit
- 2013 - Blackhawks de Chicago
- 2018 - Predators de Nashville

## Liste des équipes vainqueur de la Division Centrale
| Franchise                                | Titres      | Dernier titre | Années                                                                       |
| ---------------------------------------- | ----------- | ------------- | ---------------------------------------------------------------------------- |
| Red Wings de Détroit                     | 13          | 2011          | 1994, 1995, 1996, 1999, 2001, 2002, 2003, 2004, 2006, 2007, 2008, 2009, 2011 |
| Blues de Saint-Louis                     | 4           | 2020          | 2000, 2012, 2015, 2020                                                       |
| Blackhawks de Chicago                    | 3           | 2017          | 2010, 2013, 2017                                                             |
| Stars de Dallas                          | 3           | 2016          | 1997, 1998, 2016                                                             |
| Avalanche du Colorado                    | 3           | 2023          | 2014, 2022, 2023                                                             |
| Predators de Nashville                   | 2           | 2019          | 2018, 2019                                                                   |
| Hurricanes de la Caroline                | 1           | 2021          | 2021                                                                         |
| Mammoth de l'Utah / Coyotes de l'Arizona | Aucun titre | Aucun titre   | Aucun titre                                                                  |

- en italique : Ancien membres de la divsion